# Lamachodes sp.
A Lamachodes genus a rovarok (Insecta) osztályának botsáskák (Phasmatodea) rendjébe, ezen belül a Lonchodidae családba, a Necrosciinae alcsaládba tartozik.

## Előfordulása
A Lamachodes sp. Nui Chua „yellow stripe” eddigi ismereteink szerint csak a Nui Chua Nemzeti Parkban őshonos. 
Nui Chua Nemzeti park Vietnámban, a Ninh Thuận tartományban található. A Nemzeti Park 2003-ban jött létre (előtte természetvédelmi terület volt). A park területe 24 353 ha, melynek nagy része erdős terület. A Ninh Thuận tartomány Vietnám egyik legmelegebb és legszárazabb része, a száraz évszak 8 hónapig tart (december-július). A parkot délen és keleten a Dél-Kínai-tenger, északon pedig a szomszédos Khánh Hóa tartomány határolja. A terület fontos szerepet játszik mind a szárazföldi, mind a tengeri élővilág biodiverzitásának megőrzésében. A nemzeti parkban 72 emlősfaj, 181 madárfaj, 12 denevérfaj és 11 teknősfaj található. A területen megtalálhatjuk számos teknős faj fészkelő helyét is. A terület különösen diverz ízeltlábú faunája még megismerés alatt áll.
- Ez a szakasz részben vagy egészben  a   Nui Chua National Park című angol Wikipédia-szócikk fordításán alapul.  Az eredeti cikk szerkesztőit annak laptörténete sorolja fel. Ez a jelzés csupán a megfogalmazás eredetét és a szerzői jogokat jelzi, nem szolgál a cikkben szereplő információk forrásmegjelöléseként.

## Megjelenése
Jellemző rájuk az ivari dimorfizmus. A hímek jóval kisebbek és karcsúbbak, mint a nőstények, testhosszuk csupán 6–7 cm, míg a nőstények a 9–10 cm-es hosszúságot is elérhetik. Megkülönböztetik őket más botsáska fajoktól a testükön laterálisan végighúzódó sárga vagy narancssárga csíkok. A testük alapszíne zöld, vagy zöldesbarna és csápjuk vörösesbarna. Szárnyuk nincs. A fiatal egyedek barna színűek és a tojásaik pedig 2–4 mm nagyságúak és barnásak.

## Életmódjuk
Három növényfélét fogyasztanak: fagyalt (Ligustrum spp.), orbáncfüvet (Hypericum spp.) és orgonát (Syringa vulgaris). 
Környezetükbe nagyon jól beleolvadnak, főként fiatal korban, amikor is az ágakhoz tapadnak egész testükkel, még a csápjaikat is párhuzamosan tartva az ággal. Kifejlett korban főként már a zöld lombozatot preferálják.
Éjszaka aktív állatok, napközben pedig a botsáskákra jellemzően egy dermedt állapotban vannak.
Kifejlett állapotban már csak fél- 1 évig élnek.

## Tartás és beszerzés
A faj beszerzése Magyarországon viszonylag egyszerű. Főként rovar börzéken lehet velük találkozni, valamint több szaporítótól is lehet venni. Állatkereskedésekben nem gyakori.
Tartásuk nagyon egyszerű, nem szükséges hozzá semmilyen engedély vagy drága berendezés. Egy 35x35x40 cm méretű terráriumban kb. 4 állat érzi jól magát. 20–25 C fokos hőmérsékletet érdemes fenntartani. Külön melegítő lámpa vagy közeli fűtőtest esetén figyelni kell arra, hogy ezek nagyon könnyen kiszárítják a levegőt. Érdemes 1–2 naponta vizet permetezni a terráriumba, ezzel biztosítva a megfelelő páratartalmat (60–70%) és az ivóvizet, ugyanakkor a sáskák nem kedvelik, ha közvetlenül rájuk esik a víz, így ezt ajánlott elkerülni. A penészedés elkerülése érdekében jól szellőző terráriumot kell választani, valamint olyan talajt, ami nem penészedik könnyedén. 
A tápnövényt legegyszerűbb egy szűk szájú vízzel teli edénybe tenni (szélesebb szájú edénynél fennáll a veszélye, hogy beleesik az állat és megfullad), így napokig fogyasztásra alkalmas marad. A tápnövény beszerzésénél nagyon oda kell figyelni, hogy ne legyen rajta semmilyen rovarirtó szer, hiszen az halálos lehet a sáskákra. A sáskák idejük nagy részét a tápnövényen töltik, ugyanakkor értékelik a különböző behelyezett mászó felületeket, ágakat is. Székletük száraz, így a takarítás nagyon egyszerű. Az állatokat óvatosan kézbe lehet venni, azonban nagyon sérülékenyek a lábaik és a csápjaik is, ezért célszerű megvárni, amíg maguktól felmásznak az ember kezébe. 

## Szaporodásuk és szaporításuk
Főként szexuális úton szaporodnak, a hím felülről rámászik a nőstényre, majd megtermékenyíti azt, azonban megfigyelték, hogy a nőstények hím jelenlét nélkül is petéznek, de azt nem tudni még, hogy ezekből kikelnek-e életképes utódok.
Egy nőstény életében körülbelül 60 tojást rak le, néhány naponta kettőt-hármat. Egyedül tojásrakáskor másznak le a földre és ott egy lyukat ásnak, úgy, hogy körző mozdulatokkal belefúrják a potrohuk végét a talajba, majd oda helyezik el a tojásaikat.
Nagyjából 3 hónap múlva kelnek ki éjszaka a kis botsáskák, amelyek 10–15 mm nagyságúak. Néhány (6) vedlés után, a hímek 3, a nőstények pedig 3–4 hónap alatt érik el a kifejlett, szaporodóképes állapotot. 
Fogságban könnyen szaporítható, ha biztosítja nekik az ember a megfelelő körülményeket. A keltetéshez 20–24 °C szükséges és ahogyan a felnőtt egyedeknek, a tojásoknak is kell biztosítanunk a megfelelő páratartalmat, hogy ne száradjanak ki. Ezt úgy tehetjük meg, hogy naponta vizet permetezünk rájuk, de csak annyit, hogy éppen nedvesek legyenek.
Érdemes a terrárium aljára egy tálban földet, vagy tőzeget tenni, hogy abba tudják belerakni a tojásaikat, különben a talajra és a terrárium falára helyezik őket, ahol könnyebben kiszáradhatnak.
Azt azonban érdemes tudni, hogy a szaporodástól jelentősen lerövidülhet, főként a hímek élettartama.
Ezen kívül a túlszaporulatot érdemes elkerülni, mert ha csak egy nőstény birtokában is van az ember, 50 utóddal érdemes számolni, így nem feltétlen érdemes az összes tojást megtartani.

## Teendő túlszaporodás esetén
A botsáskák tartásánál gyakori probléma a túlszaporodás. Ilyen esetben érdemes felkeresni egy szaporítót, aki be tudja őket fogadni, valamint különböző állatkertek is szokták ezt vállalni. Semmiképp sem szabad őket elengedni a szabadban, mert nem őshonosak Magyarországon és akár invazív fajjá is válhatnak, ami komoly problémákhoz vezethet.

## Miért tarts botsáskát?
A különböző botsáska fajok egyre népszerűbb hobbi-állatok Magyarországon is. Nagyon könnyen tarthatóak, viszonylag olcsón beszerezhetőek és nem igényelnek sok törődést. A tápnövények hazánkban is sok helyen megtalálhatóak, a Lamachodes sp. Nui chua „yellow stripe” esetén még télen sem kell aggódnunk, hiszen a fagyal egész évben frissen beszerezhető. A tartásukhoz nagyon könnyen lehet megfelelő körülményeket teremteni, szaporításuk is egyszerű. A botsáskák megismerése és a velük való együttélés segít megismerni az ízeltlábúak életmenetét és megváltoztatja a negatív megítélésüket.